# Bernardo Lanzetti
Bernardo Lanzetti (Casalmaggiore, 21 novembre 1948) è un cantautore italiano.

## Carriera

### Anni '70
Terminati gli studi di chimica negli Stati Uniti d'America torna in Italia e nel 1971 forma il gruppo rock progressivo Acqua Fragile con cui pubblica due album: Acqua Fragile (1973), Mass-Media Stars (1974), A New Chant (2017) e Moving Fragments (2023).

Dal 1975 al 1979 è il cantante della Premiata Forneria Marconi con la quale incide tre album: Chocolate Kings (1976), Jet Lag (1977) e Passpartù (1978). Vengono inoltre registrati cinque bootlegs relativi ai concerti di Tokyo, Osaka, Edimburgo, Londra e Los Angeles.

### Anni '80
Lasciata la PFM, all'inizio degli anni ottanta intraprende la carriera solista che lo porterà a pubblicare cinque album tra il 1979 ed il 1982: K.O. (di cui è stata stampata una versione inglese intitolata High Roller; l'album è stato ristampato su CD nel 1997 col titolo Rock urbano), Bernardo Lanzetti, Gente nervosa e Bernardo Lanzetti.
Alla fine degli anni ottanta pubblica due album con i Cantautores (band in cui militavano anche Alberto Radius, Mauro Lusini, Angela Baggi, Dino D'Autorio, Flaviano Cuffari, Stefano Previsti, Mauro Gazzola e Valerio Galavotti): Cantautores (1988) e La terra siamo noi (1989).

### Anni '90
Alla fine degli anni novanta riprende la carriera solista pubblicando Cover live (1997), I Sing the Voice Impossible (1998), Master Poets (1999) e la raccolta The Best (1999) prodotti e arrangiati da Dario Mazzoli

### Anni 2000
Negli anni 2000 canta con gli Extra (gruppo specializzato in cover dei classici rock italiani degli anni sessanta e settanta) e, dal 2005, con i Mangala Vallis.
Nel 2008, per l'etichetta AMS, esce il nuovo lavoro da solista Eclecticlanz e nel 2010 è la volta di Dylanz nonché, a completare il Trittico, anche "Blueslanz".
Nel 2017 riforma gli Acqua Fragile con Franz Dondi e Piero Canavera, facendo uscire un nuovo album "A New Chant" e integrandoli con nuovi membri.
Nel 2021 pubblica un altro album solista, "Horizontal Rain" con la partecipazione di artisti internazionali.
Nel 2023 una nuova pubblicazione degli Acqua Fragile in CD e Vinile dal titolo "Moving Fragments".
Nel 2024 partecipa alla quarta edizione di The Voice Senior e nella puntata dell'8 marzo si esibisce cantando Impressioni di settembre.

## Discografia

### Album in studio
- 1979 - K.O.
- 1980 - Bernardo Lanzetti
- 1981 - Gente nervosa
- 1982 - Bernardo Lanzetti
- 1998 - I Sing the Voice Impossible
- 1999 - Master Poets
- 2021 - Horizontal Rain

### Raccolte
- 1999 - The Best

### Dal vivo
- 1997 -  Cover Live (FA.MA.)

### Singoli
- 1979 - La tua storia/K.O.
- 1980 - Something new on the way/Blind love
- 1980 - Generazione nucleare/Skaranga!
- 1981 - Gente nervosa/Princess Caroline
- 1982 - Solamente noi/Cherchez la femme